# Stazione di Ōgaki
La stazione di Ōgaki (大垣駅?, Ōgaki-eki) è una stazione ferroviaria situata nella città di Ōgaki, nella prefettura di Gifu in Giappone. La stazione è in realtà costituita da due fabbricati viaggiatori, il principale gestito dalla JR Central e ospitante, oltre alla linea principale Tōkaidō, anche la Ferrovia Tarumi e, il secondo, della Ferrovia Yōrō (sussidiaria delle Ferrovie Kintetsu).

## Linee
JR Central
■ Linea principale Tōkaidō
Ferrovia Tarumi
● Linea Tarumi
Ferrovia Yōrō
● Linea Yōrō

## Struttura

### Stazione JR e Tarumi
La stazione è costituita da due marciapiedi a isola centrale con 4 binari più uno laterale con un binario per la JR, e una banchina a isola con due binari tronchi per la linea Tarumi.
| 1   | ■ Linea principale Tōkaidō | per Maibara e Kyoto |
| 1   | ■ Linea principale Tōkaidō | per Gifu e Nagoya   |
| 1   | ■ Linea Mino-Akasaka       | per Mino-Akasaka    |
| 2   | ■ Linea principale Tōkaidō | per Maibara e Kyoto |
| 2   | ■ Linea Mino-Akasaka       | per Mino-Akasaka    |
| 3   | ■ Linea Mino-Akasaka       | per Mino-Akasaka    |
| 4-5 | ■ Linea principale Tōkaidō | per Gifu e Nagoya   |
| 6-7 | ● Linea Tarumi             | per Motosu e Tarumi |

### Stazione Yōrō
La stazione è costituita da due binari tronchi con un marciapiede centrale. I treni della linea Yōrō, fermandosi in questa stazione invertono la loro marcia per proseguire.
| 1 | ● Linea Yōrō | per Yōrō e Kuwana |
| 2 | ● Linea Yōrō | per Ibi e Ikeno   |

## Stazioni adiacenti
| ≪                        | Servizio                 | ≫                        |
| Linea principale Tōkaidō | Linea principale Tōkaidō | Linea principale Tōkaidō |
| ------------------------ | ------------------------ | ------------------------ |
| Hozumi                   | Tutti i treni            | Tarui                    |
| Linea Yōrō               |                          |                          |
| Nishi-Ōgaki              | Locale                   | Muro                     |
| Linea Tarumi             |                          |                          |
| Capolinea                | Locale                   | Higashi-Ōgaki            |